# Die Normannen (Ausstellung)

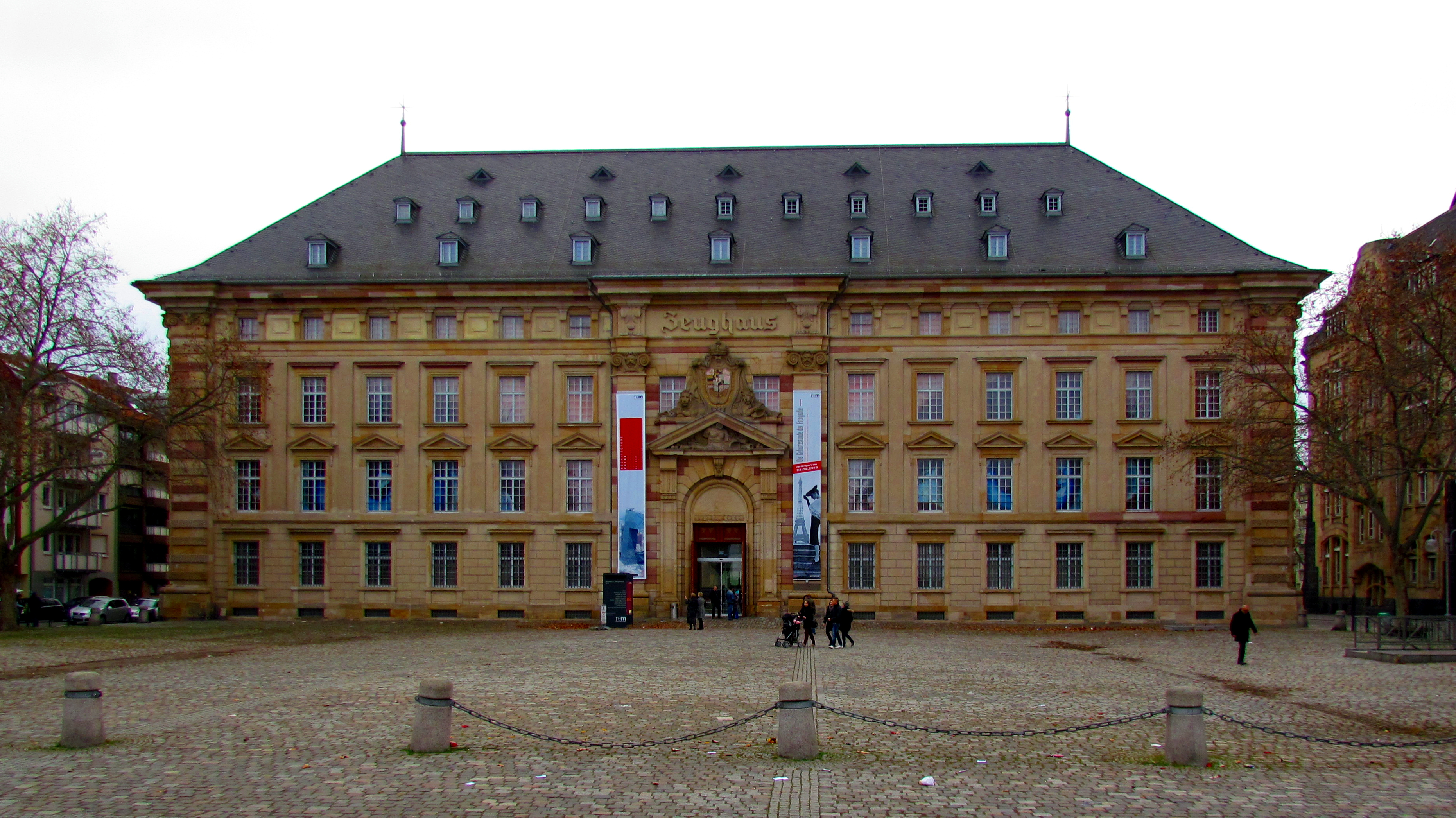
Museum Zeughaus in Mannheim (2013)

Die Ausstellung Die Normannen war eine Sonderausstellung im Museum Zeughaus der Reiss-Engelhorn-Museen in Mannheim. Die Ausstellung wurde in Zusammenarbeit mit dem Museumsverband „Réunion des Musées Métropolitains“ in Rouen (Normandie) entwickelt und präsentiert. Die binationale Schau fand vom 18. September 2022 bis zum 26. Februar 2023 in Mannheim statt.

## Vorgeschichte
Laut der Projektleiterin Viola Skiba begannen die ersten Vorbereitungen zur Sonderausstellung bereits im Jahre 2018, u. a. mit einem Austausch und einer wissenschaftlichen Beratung durch die Universität Heidelberg. Zur Vorbereitung der Ausstellung fand zudem vom 15. bis 17. Oktober 2020 eine hybride Tagung unter dem Titel Norman Connections in Mannheim statt, an der hochrangige Historiker und Museumsdirektoren aus ganz Europa teilnahmen.

## Sonderausstellung
Die kulturhistorische Sonderausstellung beleuchtete die Welt der Normannen und ihre Zeit aus verschiedenen Perspektiven und räumte dabei mit althergebrachten Klischees von den Normannen als blutrünstigen Eroberern auf. Die Ausstellung zeigte, wie aus den Wikingern Normannen wurden, die ab dem 9. Jh. n. Chr. das Gesicht Europas zu verändern begannen. Themen der Ausstellung waren Mobilität, Eroberung und Innovation. In der Ausstellung konnten sich die Besucher auf eine Reise von Skandinavien bis ans Mittelmeer, von der Ostseeküste bis nach Byzanz begeben. Schwerpunktmäßig befasste sich die Ausstellung vor allem mit England und Sizilien, was auch anhand zahlreicher Exponate deutlich wurde. Die Ausstellungsmacher legten darüber hinaus viel Wert darauf, die Geschichte der Normannen für die Besucher anhand von Rätselspielen, Hörstationen und Videoinstallationen lebendig werden zu lassen. Die Schlacht von Hastings, in der das normannische Heer unter Herzog Wilhelm dem Eroberer die Angelsachsen unter König Harald II. besiegte, wurde in Form einer Videoinstallation nachgestellt und für Besucher erleb- und begreifbar gemacht. Zahlreiche Mitmach-Stationen luden Kinder wie Erwachsene gleichermaßen dazu ein, die Welt und das Alltagsleben der Normannen zu erkunden und zu erleben.

## Exponate
In der Sonderausstellung wurden etwa 300 wertvolle Exponate aus verschiedenen europäischen Ländern gezeigt, unter anderen aus Museen in London, Paris und Vatikanstadt. Unter den Exponaten befanden sich einzigartige Handschriften, seltene Textilien, Kunsthandwerk aus Gold und Elfenbein sowie Schmuck und Waffen. Höhepunkte der Sonderausstellung waren beispielsweise die Krone Rogers II, der Krönungsmantel von Friedrich II. oder die wertvolle Textsammlung Exton Domesday Book, in der Wilhelm der Eroberer den gesamten Besitz und die Ländereien der Bewohner von Westengland auflisten ließ. Ursprünglich geplante Exponate aus Kiew konnten aufgrund des Krieges in der Ukraine nicht in Mannheim gezeigt werden.

## Ausgewählte Impressionen von den Exponaten

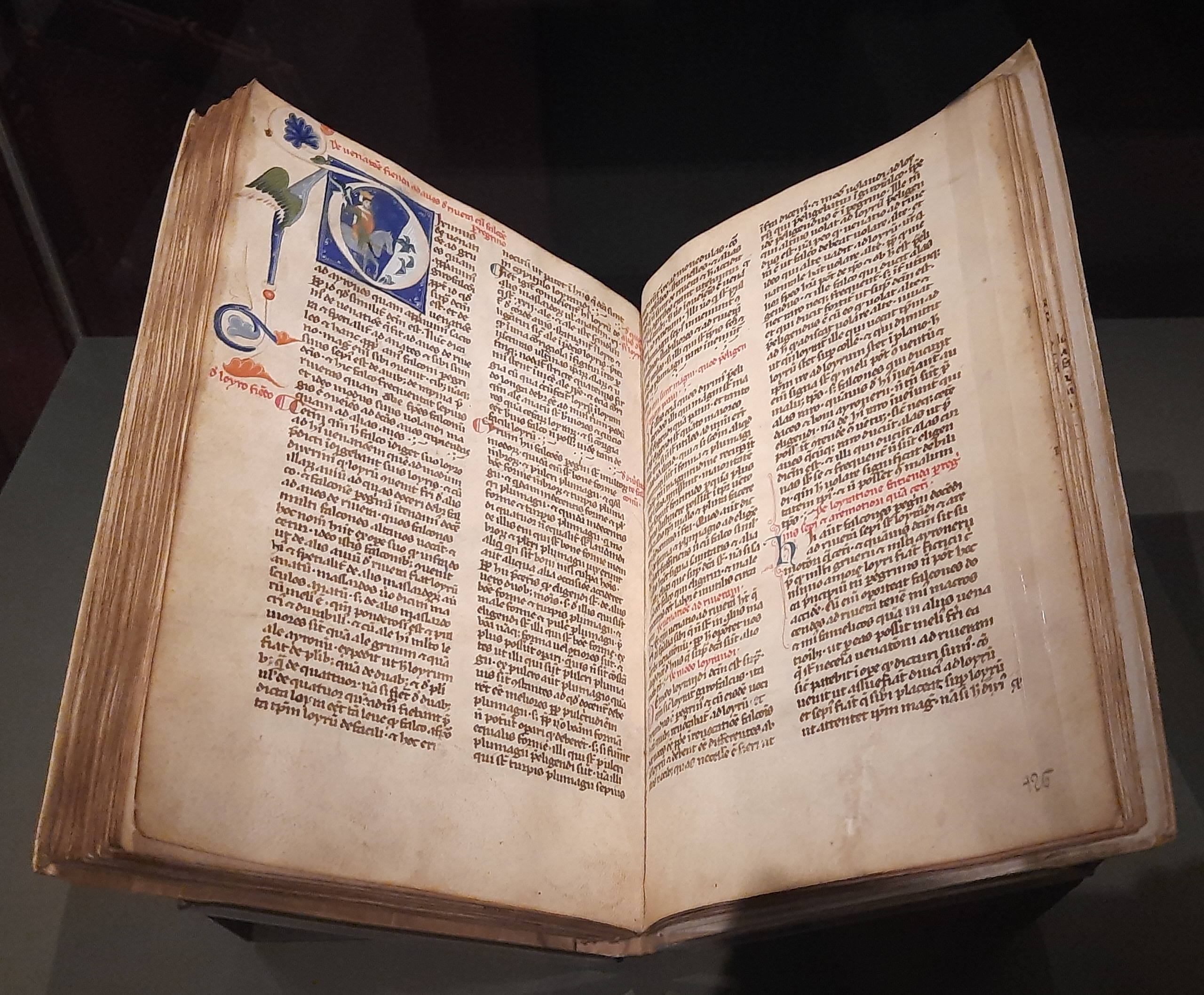
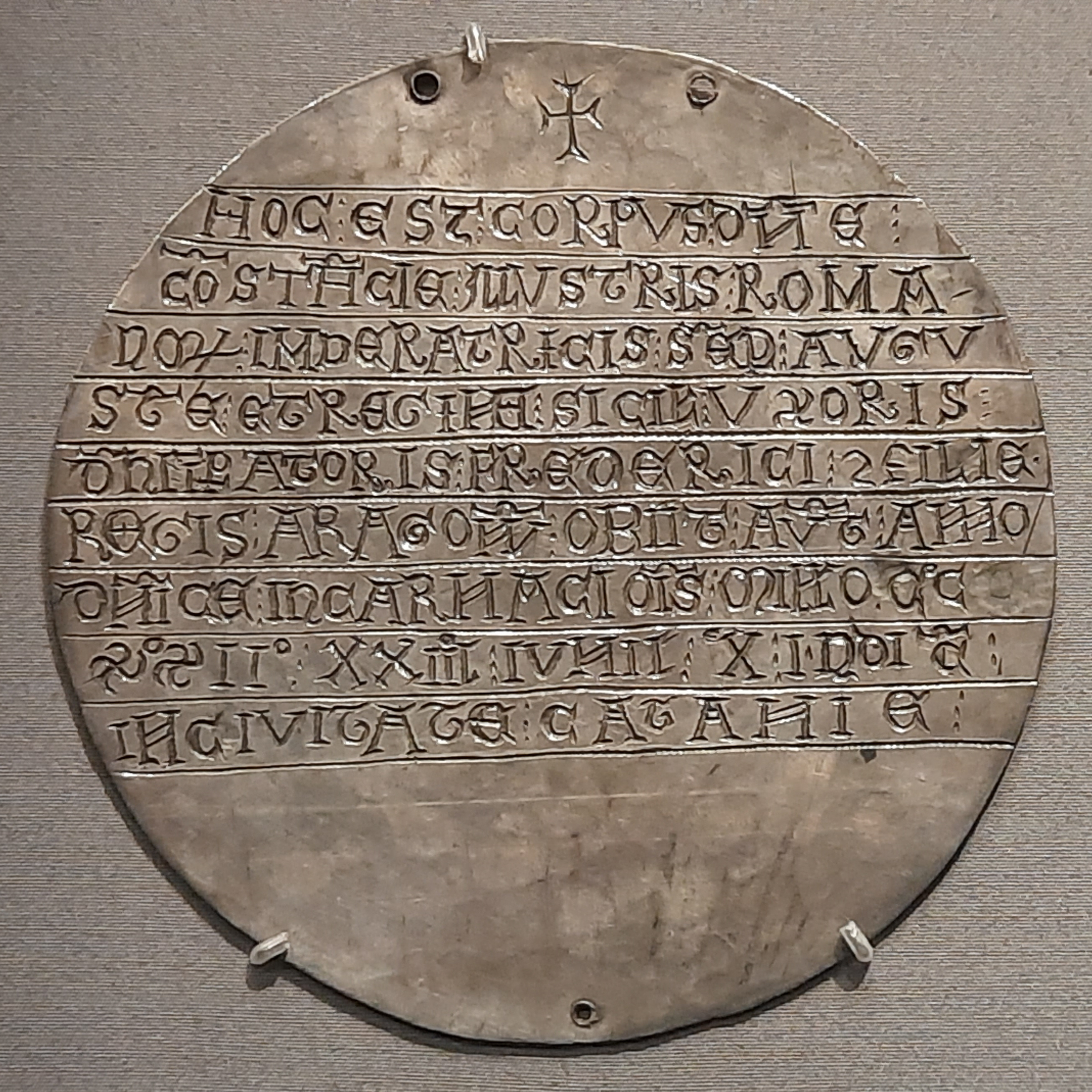
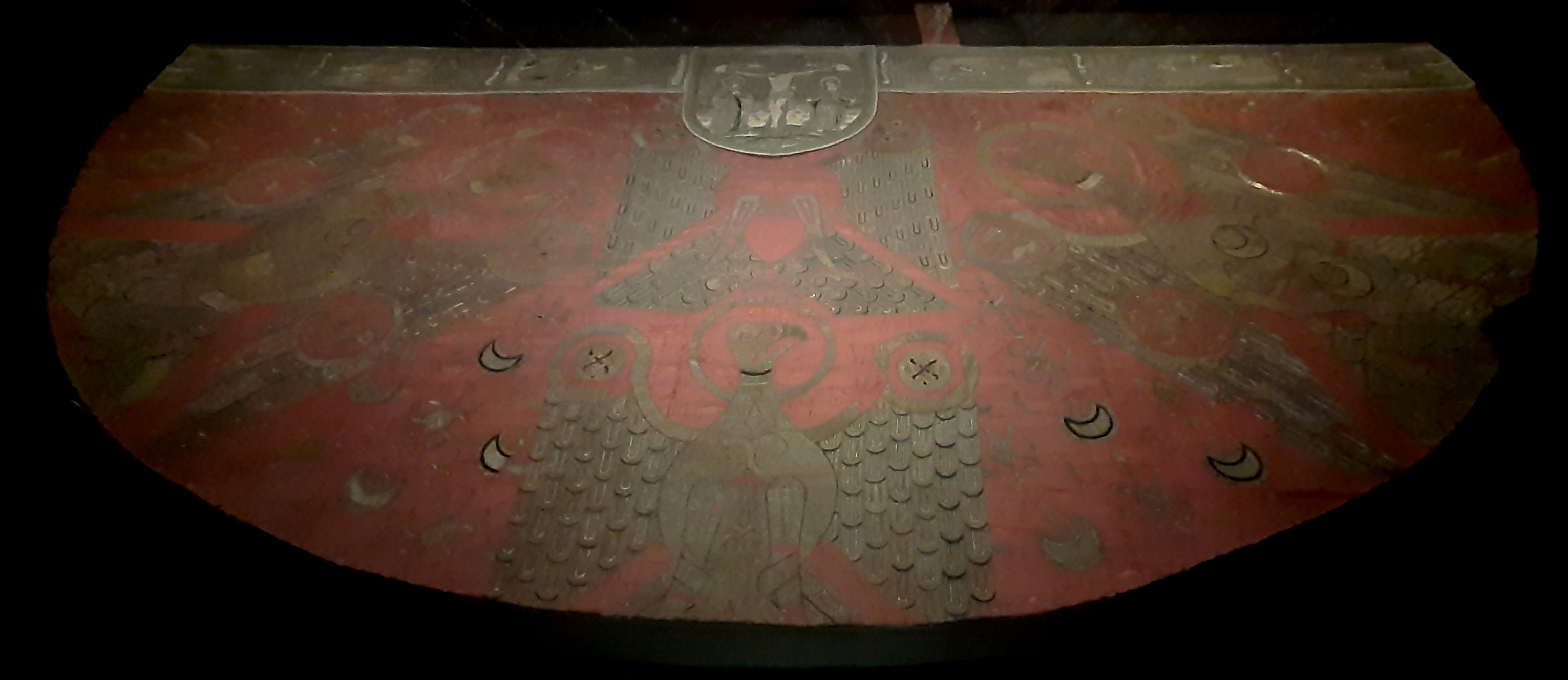
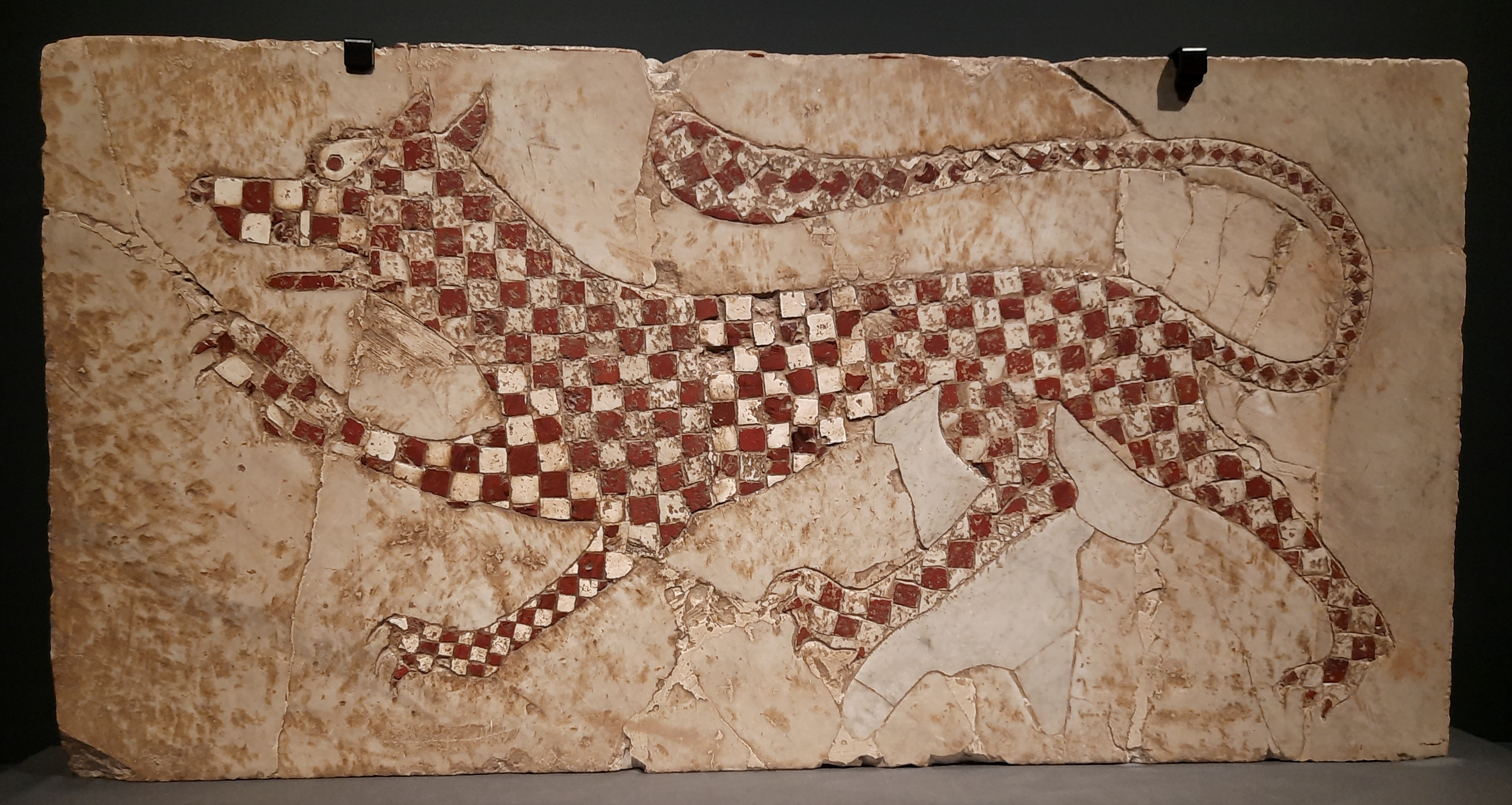
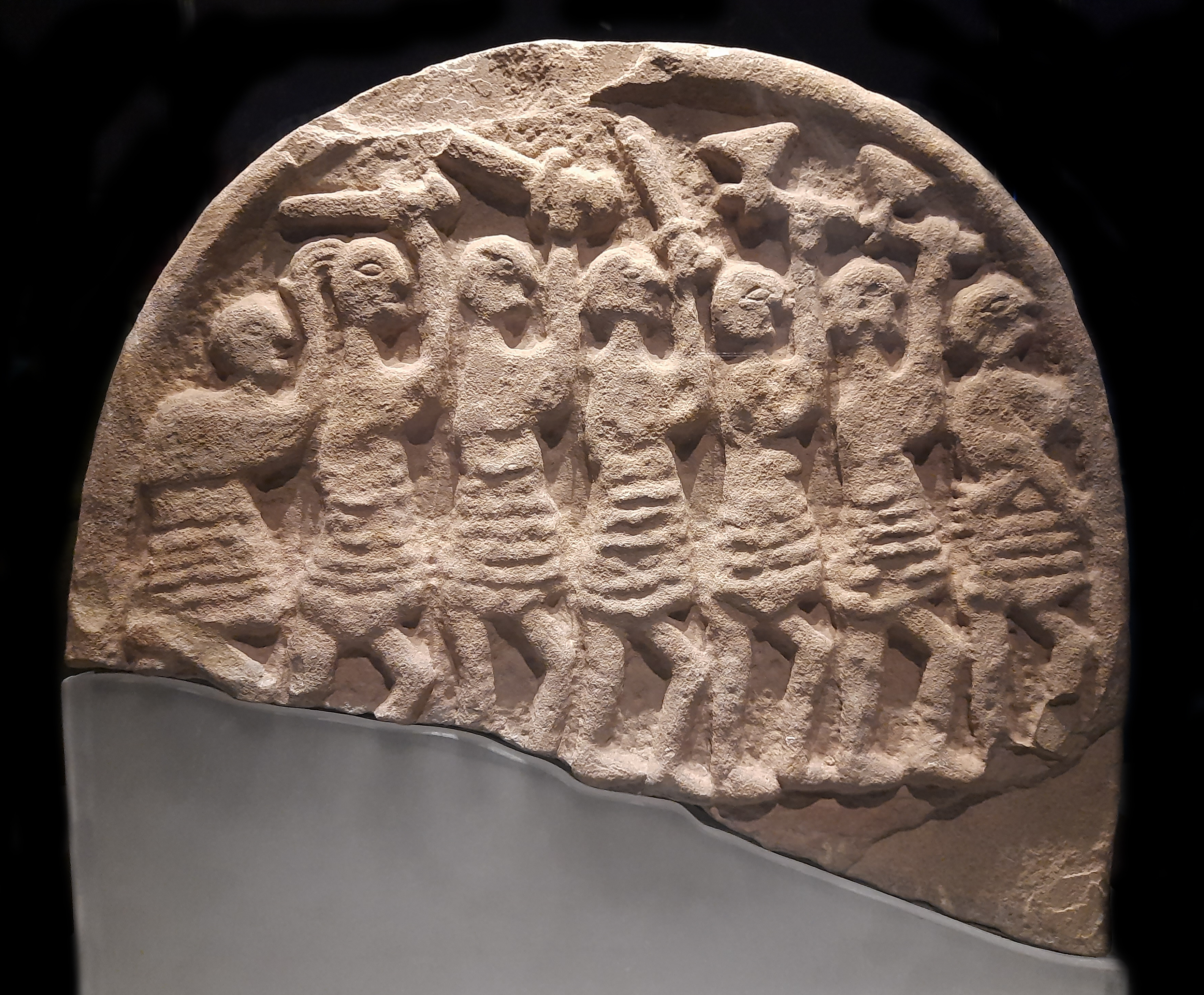

## Laufzeit
Ursprünglich sollte die Sonderausstellung bereits im Herbst 2021 für das Museumspublikum eröffnet werden, musste aber aufgrund der zu dieser Zeit vorherrschenden COVID-19-Pandemie um etwa ein Jahr verschoben werden. Die Sonderausstellung fand daher vom 18. September 2022 bis 26. Februar 2023 statt. Nach Mannheim war die Ausstellung von Frühjahr bis Herbst 2023 in der Normandie (Frankreich), an zwei Standorten der Réunion des Musées Métropolitians in Rouen zu sehen. Zeitgleich zeigte das Musée de Normandie, das sich im Château de Caen in Caen befindet, ein Kooperationsprojekt und eine Ausstellung mit dem Titel „Wikinger oder Normannen“.